# Chrysops piresi
Chrysops piresi är en tvåvingeart som beskrevs av Travassos Santos Dias 1985. Chrysops piresi ingår i släktet Chrysops och familjen bromsar.
Artens utbredningsområde är Portugal. Inga underarter finns listade i Catalogue of Life.